# Leher Turnerschaft
Die Leher Turnerschaft, kurz Leher TS oder auch LTS Bremerhaven, ist ein Sportverein aus dem Bremerhavener Stadtteil Lehe. Die erste Fußballmannschaft spielte 22 Jahre in der höchsten Amateurliga Bremens.

## Geschichte
1898 wurde der Arbeiter-Turnverein Frei Heil Lehe gegründet, der sich später in Freie Turnerschaft Lehe und Umgebung umbenannte. 1911 spaltete sich die SpVgg Leherheide ab, aus der später der Verein SFL Bremerhaven wurde. Die Fußballabteilung der Leher Turnerschaft wurde 1913 als Freie Sportvereinigung Lehe selbständig. Zwanzig Jahre später entging der Verein dem Verbot durch die Nationalsozialisten durch eine freiwillige Gleichschaltung, wodurch die Leher Turnerschaft gegründet wurde. Von 1943 bis 1945 bildete der Verein zusammen mit Bremerhaven 93 die KSG Bremerhaven.
1950 stiegen die Fußballer in die höchste Bremer Spielklasse auf nur um gleich wieder abzusteigen. Bis 1972 hielten sich die Leher zumeist in der dritt- bzw. viertklassigen Verbandsliga auf. Nachdem 1959 und 1961 die Mannschaft nur für jeweils ein Jahr in die Landesliga zurückkehren konnte hielten sich die Leher Turner ab 1964 für fünf Jahre im Bremer Oberhaus. 1968 wurde mit Platz fünf das beste Saisonergebnis erzielt. Nach einem zwischenzeitlichen Absturz in die Bezirksliga kehrte die Leher TS 1976 in die höchste Bremer Spielklasse zurück und sollte bis 1990 dort bleiben. 
Größter Erfolg war der dritte Platz 1985, als die Mannschaft für lange Zeit um die Meisterschaft mitspielten. Es folgten einige Jahre im Mittelfeld, ehe sich die Leher 1990 aus der Bremer Verbandsliga verabschiedeten. Danach pendelte die erste Mannschaft zwischen Landesliga Bremen und Bezirksliga Bremerhaven. 2014 gelang als Landesliga-Vizemeister der Aufstieg in die fünftklassige Bremen-Liga. 2017 gewann der Verein den Bremer Pokal gegen den favorisierten Bremer SV und qualifizierte sich dadurch für die Hauptrunde des DFB-Pokal. Dort unterlag die Leher TS in der 1. Runde im Bremerhavener Nordsee-Stadion dem Bundesligisten 1. FC Köln mit 0:5 und schied aus dem Wettbewerb aus.

## Persönlichkeiten
| - Terrence Boyd - Egon Coordes - André Hahn - Gerrit Holtmann | - Rolf Kaemmer - Alicia Kersten - Richard Podzus - Milad Salem |

## Erfolge
- Bremer Pokalsieger: 2017
- Landesliga Bremen Meister: 2025